# Little Whinging
Little Whinging, u Surreyju u Engleskoj imaginaran je grad južno od Londona, opisan u seriji romana o Harryju Potteru. To je bio Harryjev jedini dom prvih 10 godina njegovog života gdje je živio s okrutnom tetom, tetkom i bratićem u Kalininom prilazu broj 4. 
Autorica, J. K. Rowling, zamislila je Little Whinging kao stereotip gradova u blizini Londona da bi ga iskoristila kao kontrast jedinstvenoj i osobitoj školi vještičarenja i čarobnjaštva Hogwarts. Harry prezire Little Whinging zbog uspomena na način na koji su s njim tamo postupali, ali u Harryju Potteru i Redu feniksa, Dumbledore mu otkriva da postoji razlog zašto se Harry tamo mora vratititi barem jednom godišnje.
Dom obitelji Dursley u cijenjenom je i dosadnom susjedstvu gdje susjedi izbjegavaju i čudno gledaju Harryja zato što im je Vernon Dursley rekao da je dečko lud i da pohađa Popravni dom svetog Bruta za nepopravljive dječake (kako bi prikrio da Harry pohađa školu magije). Kuća na adresi Kalinin prilaz br. 4 srednje je veličine, udobna i predivno održavana (vrt je posebno dobro održavan), a Dursleyjevi su obitelj iz srednje klase koji svim sredstvima pomažu svom sinu, a potpuno zanemaruju Harryja.